# Prong
Prong – amerykańska grupa muzyczna wykonująca thrash metal z wpływami industrialu. Powstała 1986 roku w Nowym Jorku.

## Dyskografia

### Albumy
| Rok                            | Tytuł | Pozycja na liście | Pozycja na liście | Pozycja na liście | Pozycja na liście | Pozycja na liście | Pozycja na liście | Sprzedaż       |
| Rok                            | Tytuł | USA               | USA Heat.         | AUT               | GER               | CHE               | UK                | Sprzedaż       |
| ------------------------------ | --- | ----------------- | ----------------- | ----------------- | ----------------- | ----------------- | ----------------- | -------------- |
| 1988                           | Force Fed - Data: styczeń 1988 - Wydawca: Spigot - Format: CD, CS, LP                                         | —                 | —                 | —                 | —                 | —                 | —                 |                |
| 1990                           | Beg to Differ - Data: 12 marca 1990 - Wydawca: Epic - Format: CD, CS, LP                                      | —                 | —                 | —                 | —                 | —                 | —                 |                |
| 1991                           | Prove You Wrong - Data: 24 września 1991 - Wydawca: Epic - Format: CD, CS, LP                                 | —                 | —                 | —                 | —                 | —                 | —                 | - USA: 116,721 |
| 1994                           | Cleansing - Data: 25 stycznia 1994 - Wydawca: Epic - Format: CD, CS, LP                                       | 126               | —                 | 38                | 40                | 36                | 71                | - USA: 320,352 |
| 1996                           | Rude Awakening - Data: 14 maja, 1996 - Wydawca: Epic - Format: CD, CS, LP                                     | 107               | —                 | 36                | 48                | —                 | 131               | - USA: 97,666  |
| 2003                           | Scorpio Rising - Data: 4 listopada 2003 - Wydawca: Locomotive - Format: CD                                    | —                 | —                 | —                 | —                 | —                 | —                 |                |
| 2007                           | Power of the Damager - Data: 2 października 2007 - Wydawca: 13th Planet - Format: CD                          | —                 | 47                | —                 | —                 | —                 | —                 |                |
| 2009                           | Power of the Damn MiXXXer - Data: 12 maja 2009 - Wydawca: AFM Records - Format: CD                            | —                 | 47                | —                 | —                 | —                 | —                 |                |
| 2012                           | Carved into stone - Data: 24 kwietnia 2012 - Wydawca: Steamhammer/SPV - Format: CD, LP                        | —                 | —                 | —                 | —                 | —                 | —                 |                |
| 2014                           | Ruining Lives - Data: 28 kwietnia 2014 - Wydawca: Steamhammer/SPV - Format: CD, LP                            | —                 | —                 | —                 | 77                | —                 | —                 |                |
| 2016                           | X - No Absolutes - Data: 5 lutego 2016 - Wydawca: Steamhammer/SPV - Format: CD, LP                            | —                 | 7                 | —                 | 87                | —                 | —                 |                |
| 2017                           | Zero Days - Data: 28 lipca 2017 - Wydawca: Steamhammer/SPV - Format: CD, LP                                   | —                 | 11                | —                 | 86                | 99                | —                 |                |
| 2023                           | State of Emergency - Data: 06 października 2023 - Wydawca: Steamhammer/SPV - format: CD, LP, digital download |                   |                   |                   |                   |                   |                   |                |
| "—" pozycja nie była notowana. | |                   |                   |                   |                   |                   |                   |                |

### Albumy koncertowe
| Rok  | Tytuł |
| ---- | --- |
| 2002 | 100% Live - Data: 29 października 2002 - Wydawca: Locomotive (LM 119) - Format: CD                             |
| 2013 | Unleashed In The West - Live In Berlin - Data: 10 lipca 2013 - Wydawca: Be People GmBH (LC 01033) - Format: CD |

### Minialbumy
| Rok                            | Tytuł                                                                                             | Pozycja na liście |
| Rok                            | Tytuł                                                                                             | UK                |
| ------------------------------ | ------------------------------------------------------------------------------------------------- | ----------------- |
| 1987                           | Primitive Origins - Data: sierpień 1987 - Wydawca: Spigot (SPT-1) - Format: CD, CS, LP            | —                 |
| 1990                           | The Peel Sessions - Wydawca: Strange Fruit (SFPS 078) - Format: CD, CS, LP                        | —                 |
| 1992                           | Whose Fist Is this Anyway? - Wydawca: Epic (658145-2) - Format: CD, 12" LP                        | 58                |
| 1993                           | Snap Your Fingers, Break Your Back (The Remix EP) - Wydawca: Epic (660069-2) - Format: CD, 12" LP | —                 |
| "—" pozycja nie była notowana. |                                                                                                   |                   |

### Single
| Rok  | Tytuł                               | Pozycja na liście |
| Rok  | Tytuł                               | UK                |
| ---- | ----------------------------------- | ----------------- |
| 1994 | "Snap Your Fingers, Snap Your Neck" | 80                |
| 1996 | "Rude Awakening"                    | 82                |

### Inne
| Rok  | Tytuł                                                                        |
| ---- | ---------------------------------------------------------------------------- |
| 2005 | The Vault - Data: 14 marca 2005 - Wydawca: Locomotive (LM 131) - Format: DVD |

## Teledyski
| Rok  | Tytuł                               | Reżyseria               |
| ---- | ----------------------------------- | ----------------------- |
| 1990 | "Beg to Differ"                     | Kevin Kerslake          |
| 1990 | "Lost and Found"                    | —                       |
| 1991 | "Unconditional"                     | Evan Stone              |
| 1991 | "Prove You Wrong"                   | —                       |
| 1991 | "Pointless"                         | —                       |
| 1992 | "Prove You Wrong" (Fuzzbuster Mix)  | —                       |
| 1994 | "Broken Peace"                      | Bill Ward               |
| 1994 | "Snap Your Fingers, Snap Your Neck" | Bill Ward               |
| 1994 | "Whose Fist Is This Anyway"         | Bill Ward               |
| 1996 | "Rude Awakening"                    | Rob Zombie              |
| 2004 | "All Knowing Force"                 | Dan Laudo, Tommy Victor |
| 2008 | "Power of the Damager"              | Gary Smithson           |